# David Ben Ba'ashat
David Ben Ba'ashat (en hébreu : דוד בן בעש"ט), né en 1950, est un général de division (aluf) des forces de défense israéliennes. De septembre 2004 au 26 juillet 2007, il fut le commandant des forces navales israéliennes. 

## Biographie
Né en Israël, il a obtenu un B.A. en économie et management d'entreprise de l'université de Haïfa ; il a aussi étudié un an aux États-Unis, à l'United States Marine Corps College au début des années 1970. Il a commencé sa carrière militaire comme conscrit en 1970, avant de se porter volontaire pour la formation d'officier de marine. Durant les années 1970, il a commandé plusieurs bâtiments, notamment des vedettes lance-missile Sa'ar 2 et Sa'ar 4. Dans les années 1980, il fit partie des instructeurs de la marine israélienne, puis continua à s'élever dans la chaîne de commandement, jusqu'à devenir chef d'état-major de la marine en 2002, puis son commandant en chef en septembre 2004.
À ce titre, il a eu à s'occuper de la contrebande d'armes par la mer entre l'Égypte et la bande de Gaza.